# Campeonato Mundial de Atletismo em Pista Coberta de 2014 - Salto com vara feminino

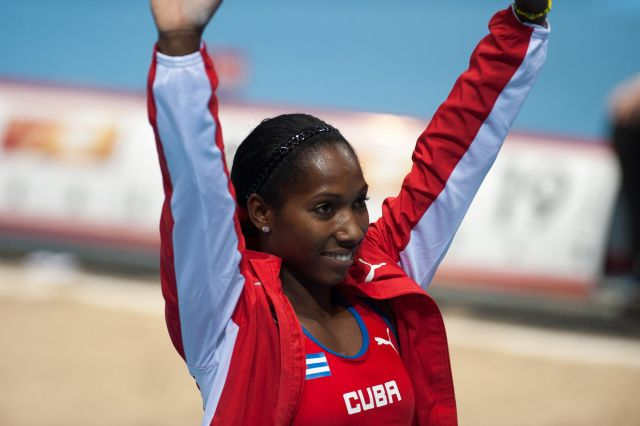
Yarisley Silva em 2014.

A prova do Salto com vara feminino do Campeonato Mundial de Atletismo em Pista Coberta de 2014 foi disputada  no dia 9 de março na Ergo Arena em Sopot, na Polônia.

## Recordes
Antes desta competição, os recordes mundiais e do campeonato nesta prova eram os seguintes:
|    | Nome              | Nacionalidade  | Altura  | Local                       | Data                |
| -- | ----------------- | -------------- | ------- | --------------------------- | ------------------- |
| WR | Jennifer Suhr     | Estados Unidos | 5m 02cm | Albuquerque, Estados Unidos | 2 de março de 2013  |
| CR | Yelena Isinbayeva | Rússia         | 4m 86cm | Budapeste, Hungria          | 6 de março de 20004 |

## Medalhistas
| Ouro                 | Prata                    | Bronze                 |
| Yarisley Silva (CUB) | Anzhelika Sidorova (RUS) | Jiřina Svobodová (CZE) |

## Cronograma
| Data       | Hora  | Evento |
| ---------- | ----- | ------ |
| 9 de março | 15:00 | Final  |

## Resultados

### Final
A final ocorreu dia 9 de março. 
| Colocação         | Atleta                 | Nacionalidade   | 4.30 | 4.45 | 4.55 | 4.65 | 4.70 | 4.75 | Resultado | Noteas |
| ----------------- | ---------------------- | --------------- | ---- | ---- | ---- | ---- | ---- | ---- | --------- | ------ |
| Medalha de ouro   | Yarisley Silva         | Cuba            | –    | o    | o    | xo   | o    | xxx  | 4.70      | SB     |
| Medalha de prata  | Anzhelika Sidorova     | Rússia          | o    | o    | o    | o    | xo   | xxx  | 4.70      |        |
| Medalha de bronze | Jiřina Svobodová       | República Checa | –    | o    | o    | o    | xo   | xxx  | 4.70      |        |
| 4                 | Fabiana Murer          | Brasil          | –    | o    | o    | o    | xxo  | xxx  | 4.70      | SB     |
| 5                 | Anna Rogowska          | Polônia         | –    | o    | o    | o    | xxx  |      | 4.65      |        |
| 5                 | Jennifer Suhr          | Estados Unidos  | –    | –    | –    | o    | –    | xxx  | 4.65      |        |
| 7                 | Silke Spiegelburg      | Alemanha        | –    | xo   | o    | o    | xxx  |      | 4.65      |        |
| 8                 | Mary Saxer             | Estados Unidos  | –    | o    | o    | xxx  |      |      | 4.55      |        |
| 9                 | Holly Bleasdale        | Reino Unido     | –    | xxo  | o    | xxx  |      |      | 4.55      |        |
| 10                | Tina Šutej             | Eslovênia       | o    | o    | xxo  | xxx  |      |      | 4.55      |        |
| 11                | Anastasia Savchenko    | Rússia          | xo   | o    | xxx  |      |      |      | 4.45      |        |
| 12                | Nikoleta Kyriakopoulou | Grécia          | o    | –    | xxx  |      |      |      | 4.30      |        |

Legenda
| Recorde mundial       | Recorde mundial (World record)               |                       | Recorde africano                      | Recorde africano (African) |                                           | Q | Classificado por posição (Qualified) |
| Recorde do campeonato | Recorde do campeonato (Championship record)  | Recorde da América    | Recorde da América (Americas)         | q                          | Classificado por melhor tempo (Qualified) |   |                                      |
| Melhor marca do ano   | Melhor marca do ano (World leading)          | Recorde asiático      | Recorde asiático (Asian)              | DNS                        | Não largou (Did not start)                |   |                                      |
| Recorde nacional      | Recorde nacional (National record)           | Recorde europeu       | Recorde europeu (European)            | DNF                        | Não terminou (Did not finish)             |   |                                      |
| Recorde pessoal       | Recorde pessoal do atleta (Personal best)    | Recorde da Oceania    | Recorde da Oceania (Oceania)          | DSQ / DQ                   | Desclassificado (Disqualified)            |   |                                      |
| Recorde da temporada  | Recorde da temporada do atleta (Season best) | Recorde sul-americano | Recorde sul-americano (South America) | NM                         | Sem marca (No mark)                       |   |                                      |